# Chinua Achebe
Chinua Achebe FRSL, nascut Albert Chinualumogu Achebeel (Ogidi, 16 de novembre de 1930 – Boston, 21 de març de 2013), fou un escriptor i acadèmic nigerià en llengua anglesa. Guanyador del premi Booker i del Premi de la Pau del Comerç Llibreter Alemany a la Fira del Llibre de Frankfurt, va rebre homenatges i guardons d'arreu del món, essent un dels escriptors africans més reconeguts.

## Premis i reconeixements
- Va guanyar el Premi de la Pau del Comerç Llibreter Alemany concedit a la Fira del Llibre de Frankfurt.

## Biografia
La seva família pertanyia a l'ètnia dels igbos i es va criar en un entorn cristià, però que conservava gran part dels costums animistes de la regió. Va estudiar en escoles britàniques, on s'ensenyava l'anglès com a llengua comuna (i es prohibien les llengües locals, fet que l'autor recordaria vivament). En aquella escola va conèixer alguns clàssics de la literatura, que van complementar les històries orals que havia conegut a casa. Tot plegat va formar una barreja d'influències molt diverses a la seva futura carrera, i aquest fet el va impulsar a escollir les lletres a la universitat, abandonant la carrera de medicina.
Quan es va graduar, va treballar de mestre i de periodista a Lagos. Va ser en aquesta ciutat on es va decidir a escriure professionalment. Va polir la novel·la Things Fall Apart amb consells d'editors anglesos. Malgrat l'escepticisme inicial, l'obra va esdevenir un gran èxit, essent el llibre africà més traduït del món.
Mentre prosseguia la seva carrera literària, alternant llocs de responsabilitat als mitjans de comunicació amb l'escriptura, es va casar i va tenir quatre fills. Va guanyar una beca per visitar diversos països africans, on es va refermar en el seu compromís amb els temes racials i colonials. A partir dels anys 60 va començar la seva tasca acadèmica en recerca literària, que compaginava amb les seves feines anteriors. La guerra de Biafra va intensificar el seu vessant polític, centrant-se en fer conèixer la situació africana a la resta del món.
Posteriorment va sortir de Nigèria per ensenyar en universitats americanes, on va qüestionar el cànon (per exemple l'obra de Joseph Conrad) i la visió plena de prejudicis dels autors occidentals sobre les seves antigues colònies, fet que el va envoltar de polèmica. De tornada a la Universitat de Nigèria, va promoure diverses revistes culturals i va continuar fent recerca literària. Un accident de cotxe el va deixar greument ferit i en cadira de rodes, però va seguir amb la seva feina i amb l'escriptura creativa.

## Estil

### Tradició oral
L'estil de la ficció d'Achebe es basa molt en la tradició oral del poble igbo. Incorpora contes populars a les seves històries, exposant els valors de la comunitat tant en el contingut com en la forma de la narració. Per exemple, el conte sobre la Terra i el Cel a Things Fall Apart posa l'accent en la interdependència del masculí i el femení. Tot i que a Nwoye li agrada escoltar la seva mare explicar la història, l'antipatia d'Okonkwo per això és una prova del seu desequilibri.
Achebe va utilitzar proverbis per descriure els valors de la tradició rural igbo. Els inclou al llarg de les narracions, repetint els punts plantejats en la conversa. La crítica Anjali Gera assenyala que l'ús de proverbis a Arrow of God serveix per crear a través d'un efecte d'eco el judici d'una comunitat sobre una violació individual. L'ús d'aquesta repetició a les novel·les urbanes d'Achebe, No Longer at Ease i A Man of the People, és menys pronunciat.
Els contes d'Achebe no són tan estudiats com les seves novel·les, i el mateix Achebe no els considerava una part important de la seva obra. Al prefaci de Girls at War and Other Stories, escriu: Una dotzena de peces en vint anys s'han de considerar una collita bastant magra segons qualsevol càlcul. Com les seves novel·les, els contes estan molt influenciats per la tradició oral. Sovint tenen una moral que emfatitza la importància de les tradicions culturals, influenciades pels contes populars.

### Ús de l'anglès
Va optar per la llengua anglesa per poder arribar a una audiència més àmplia i el seu estil recull la influència del realisme britànic. Les seves frases usen elements repetitius fruit de la tradició oral i sovint forcen la sintaxi anglesa per adequar-la al ritme narratiu. Destaca també la presència de frases fetes locals, que es tradueixen literalment a l'anglès.
Durant la descolonització de la Dècada del 1950, va esclatar un debat sobre l'elecció de la llengua i va perseguir autors arreu del món. L'obra d'Achebe és examinada per la seva temàtica, la insistència en una narració no colonial i l'ús de l'anglès. En el seu assaig English and the African Writer, Achebe parla de com el procés de colonialisme —malgrat tots els seus mals— va proporcionar als colonitzats de diferents orígens lingüístics una llengua amb la qual parlar-se entre ells. Com que el seu propòsit és comunicar-se amb els lectors de Nigèria, utilitza l'únic idioma central que gaudeix de la moneda nacional. L'ús de l'anglès també va permetre llegir els seus llibres a les nacions dominants colonials.
Achebe reconeix les mancances del que Audre Lorde anomenava les eines del mestre. En un altre assaig, assenyala:
| « | Perquè un africà escriure en anglès no està exempt de greus contratemps. Sovint es troba descrivint situacions o modes de pensament que no tenen cap equivalent directe a la forma de vida anglesa. Atrapat en aquesta situació, pot fer una de dues coses. Pot intentar contenir el que vol dir dins dels límits de l'anglès convencional o pot intentar fer retrocedir aquests límits per adaptar-se a les seves idees […] Crec que aquells que poden fer la feina d'estendre les fronteres de l'anglès Per acomodar-se als patrons de pensament africans, ho han de fer mitjançant el domini de l'anglès i no per innocència. | » |

En un altre assaig, es refereix a la lluita de James Baldwin per utilitzar la llengua anglesa per representar amb precisió la seva experiència i la seva constatació que necessitava prendre el control de la llengua i ampliar-la. Les novel·les d'Achebe van ser la base d'aquest procés; alterant la sintaxi, l'ús i l'idioma, va transformar la llengua en un estil clarament africà. En alguns punts, això pren la forma de repetició d'una idea igbo en el llenguatge anglès estàndard; en altres llocs apareix com a part narrativa integrada en frases descriptives.

## Temes
Un dels temes principals d’Achebe és el xoc i la dinàmica entre cultures diferents fruit del colonialisme. Una de les conseqüències és la recerca d’identitat creada per la independència dels països africans. Proposa com a solució la força de la comunitat, guardiana de les tradicions. Dins aquestes tradicions, la dona ocupa un paper submís, fet que ell reprodueix en alguna de les seves obres i que l'hi ha comportat força crítiques. En altres obres, però, les dones es presenten com a desafiants d'aquesta posició passiva.
En els seus primers escrits, és primordial la representació de la cultura pròpia d’Achebe, els igbo. El crític Nahem Yousaf destaca la importància d'aquestes representacions: “Al voltant de les històries tràgiques d'Okonkwo i Ezeulu, Achebe es dedica a textualitzar la identitat cultural igbo.”
El retrat de la vida indígena no és simplement una qüestió de fons literari, afegeix: “Achebe busca produir l'efecte d'una realitat precolonial com a resposta igbocèntrica a una 'realitat' Imperial construïda eurocèntricament.” Alguns elements de la representació d'Achebe de la vida igbo a Things Fall Apart coincideixen amb els de la Narrativa autobiogràfica d’Olaudah Equiano. En resposta a les acusacions que Equiano no va néixer realment a l'Àfrica, Achebe va escriure el 1975: “Equiano era un igbo, crec, del poble d'Iseke a la divisió d'Orlu de Nigèria”.

### Tradició i colonialisme
En un moment en què els escriptors africans estaven sent amonestats per estar obsessionats amb el passat, Achebe argumentava que davant la denigració colonial, evacuat de la categoria d'humà i negat la capacitat de pensament i creativitat, l'africà necessitava una narració de redempció. Una hermenèutica redemptora estava vinculada a un sentit històric profund.
Simon Gikandi
Un tema prevalent a les novel·les d'Achebe és la intersecció de la tradició africana (especialment les varietats igbo) i la modernitat, especialment tal com l'incorpora el colonialisme europeu. Per exemple, el poble d'Umuofia a Things Fall Apart és sacsejat violentament amb divisions internes quan arriben els missioners cristians blancs. El professor nigerià d'anglès Ernest N. Emenyonu descriu l'experiència colonial a la novel·la com l'emasculació sistemàtica de tota la cultura. Més tard, Achebe va plasmar aquesta tensió entre la tradició africana i la influència occidental en la figura de Sam Okoli, el president de Kangan a Anthills of the Savannah. Allunyat dels mites i contes de la comunitat per la seva educació occidentalitzada, no té la capacitat de reconnexió que mostra el personatge Beatrice.
L'impacte colonial sobre els igbo a les novel·les d'Achebe sovint es veu afectat per individus d'Europa, però les institucions i les oficines urbanes sovint tenen un propòsit similar. El personatge d'Obi a No més a gust sucumbeix a la corrupció de l'època colonial a la ciutat; les temptacions de la seva posició desborden la seva identitat i fortalesa. Després d'haver demostrat la seva perspicàcia per retratar la cultura igbo tradicional a Things Fall Apart, Achebe va demostrar a No Longer at Ease la seva habilitat per representar la vida nigeriana moderna.
El final estàndard achebeà té com a resultat la destrucció d'un individu, que condueix a la caiguda de la comunitat. El descens d'Odili al luxe de la corrupció i l'hedonisme a A Man of the People, per exemple, és símbol de la crisi postcolonial a Nigèria i altres llocs. Fins i tot amb l'èmfasi en el colonialisme, els tràgics finals d'Achebe encarnen la tradicional confluència del destí, l'individu i la societat, tal com la representen Sòfocles i Shakespeare.
Achebe no pretén retratar ni absoluts morals ni una inevitabilitat fatalista. L'any 1972, va dir: «Mai prendré la posició que el Vell ha de guanyar o que el Nou ha de guanyar. La qüestió és que cap veritat única em va satisfer, i això està ben fonamentat en la visió del món igbo. Cap home pot ser l'únic correcte tot el temps, cap idea pot ser totalment correcta». La seva perspectiva es reflecteix en les paraules d'Ikem, un personatge de Anthills of the Savannah: «sigui el que siguis mai és suficient; has de trobar la manera d'acceptar alguna cosa, per petita que sigui, de l'altre per fer-te complet i per salvar-te del pecat mortal de justícia i extremisme» . En una entrevista de 1996, Achebe va dir: «La creença en el radicalisme o l'ortodòxia és una manera massa simplificada de veure les coses. El mal no és mai tot mal; la bondat, en canvi, sovint està contaminada d'egoisme».

### Masculinitat i feminitat
Els rols de gènere d'homes i dones, així com les concepcions de la societat sobre els conceptes associats, són temes freqüents en l'escriptura d'Achebe. Ha estat criticat com a autor masclista, en resposta al que molts anomenen la representació acrítica de la societat igbo tradicionalment patriarcal, on els homes més masculins prenen nombroses dones i les dones són colpejades regularment. Paradoxalment, la societat igbo valora enormement els assoliments individuals, però també veu la propietat o l'adquisició de les dones com un significant d'èxit. L'estudiosa d'estudis africans Rose Ure Mezu suggereix que Achebe representa la visió limitada de gènere dels personatges, o que va crear intencionadament binaris de gènere exagerats per fer que la història igbo sigui reconeguda pels lectors internacionals. Per contra, l'estudiosa Ajoke Mimiko Bestman ha afirmat que llegir Achebe a través de la lent del feminisme és un concepte afrocèntric forjat a partir del feminisme global per analitzar la condició de les dones negres africanes que reconeix l'opressió patriarcal de les dones i posa de manifest la resistència i la dignitat de les dones. Dones africanes, que permet entendre les concepcions igbo de la complementarietat de gènere.
Segons Bestman, a Things Fall Apart, la furiosa virilitat d'Okonkwo domina tot el femení de la seva vida, inclosa la seva pròpia consciència, mentre que la representació d'Achebe del chi, o déu personal, s'ha anomenat la mare interior. El pare d'Okonkwo era considerat un agbala, una paraula que es refereix a un home sense títol, però també és sinònim de dona. La feminització d'Okonkwo de la mandra i la covardia del seu pare és típica de la perspectiva igbo sobre qualsevol home que es consideri sense èxit. La seva obsessió per la masculinitat ve alimentada per una intensa por a la feminitat, que expressa a través del maltractament físic i verbal de les seves dones, la seva violència cap a la seva comunitat, la seva preocupació constant perquè el seu fill Nwoye no sigui prou viril i el seu desig que la seva filla Ezinma havia nascut nen. Les dones de la novel·la són obedients, tranquil·les i absents de llocs d'autoritat, malgrat que les dones igbo eren tradicionalment implicades en el lideratge del poble. El desig d'equilibri femení és destacat per Ani, la deessa de la terra, i l'extensa discussió de Nneka (La mare és suprema) al capítol catorze. La perseverança i l'amor de la segona dona d'Okonkwo, Ekwefi, cap a Ezinma, malgrat els seus molts avortaments involuntaris, es veu com un homenatge a la feminitat igbo, que normalment es defineix per la maternitat. Mezu i l'estudiós de literatura Nahem Yousaf veuen la derrota d'Okonkwo com una reivindicació de la necessitat d'un ethos femení equilibrat. Bestman va argumentar que els fracassos d'Okonkwo estan lligats al seu menyspreu i por a les dones i a la seva incapacitat per formar relacions personals de qualitat amb les dones de la seva vida. Achebe va expressar frustració per ser mal entès sovint en aquest punt, dient que Vull cridar una mica que Things Fall Apart està del costat de les dones […] I que Okonkwo està pagant la pena pel seu tracte a les dones; que tots els seus problemes, totes les coses que va fer malament, es poden veure com a ofenses contra el femení. Sobre això, Bestman afirma que la posició violenta i vehement contra les dones d'Okonkwo és l'excepció, no la norma, dins la seva comunitat d'Umuofia i la societat igbo més àmplia.

## Influència i llegat

### Visió general
És una etiqueta d'ignorància literària o d'exuberància momentània […] Cal preguntar-los a aquells que ho creguin seriosament o ho promouen: coneixeu la literatura d'altres nacions africanes, tant en llengües indígenes com en llengües colonials adoptades? […] L'educació falta a la majoria dels que pontifiquen.
Chinua Achebe va ser anomenat el pare de la literatura africana
Achebe és considerat l'escriptor més dominant i influent de la literatura africana moderna, i ha estat anomenat el pare de la literatura africana, el pare fundador de la literatura africana, i el 'pare de la novel·la africana en anglès.  Achebe va rebutjar aquestes descripcions com a condescendents i eurocèntriques, que eren qualitats que la seva obra va intentar criticar en primer lloc. Va contrarestar les descripcions blanques d'ell mateix com a tal afirmant que falta educació a la majoria dels que pontifiquen. Things Fall Apart ha estat descrit com el llibre més important de la literatura africana moderna i va ser descrita com la seva obra mestra pel crític Dwight Garner. Ha vengut més de 20 milions de còpies a tot el món, s'ha traduït a 57 idiomes, fent d'Achebe l'autor africà més traduït, estudiat i llegit. El seu llegat com a escriptor és particularment únic pel que fa al seu impacte substancial no només en la literatura africana, sinó també en la literatura occidental.
En la cerimònia del seu títol honorífic de la Universitat de Kent, el professor Robert Gibson va dir que l'escriptor nigerià «ara és venerat com a Mestre per la generació més jove d'escriptors africans i és a ell que acudeix regularment per demanar consell i inspiració». El novembre de 2015, el tema del 22è Dia Internacional dels Escriptors Africans de l'Associació d'Escriptors Africans i la conferència de tres dies va ser Celebrar la vida i les obres de Chinua Achebe: la majoritat de la literatura africana? L'erudit Simon Gikandi, recordant l'escolarització d'ell mateix i dels seus companys de classe a Kenya, va dir que Things Fall Apart «va canviar la vida de molts de nosaltres» . L'activista contra l'apartheid Nelson Mandela va remarcar que «hi havia un escriptor anomenat Chinua Achebe […] en companyia del qual van caure els murs de la presó» .
Fora d'Àfrica, l'impacte d'Achebe ressona amb força en els cercles literaris. La novel·lista Margaret Atwood el va anomenar un escriptor màgic, un dels més grans del segle XX. La poeta Maya Angelou va elogiar Things Fall Apart com un llibre en què tots els lectors es troben amb els seus germans, germanes, pares i amics i ells mateixos per les carreteres nigerianes. El premi Nobel Toni Morrison va assenyalar que l'obra d'Achebe la va inspirar per fer-se escriptora i «va desencadenar la seva història d'amor amb la literatura africana».

## Obres més destacades
- Things Fall Apart (1958) traduïda al català com a Tot se'n va en orris per Bernat Puigtobella, i publicat el 2001 per Edicions 62 a la col·lecció Les Millors Obres de la Literatura Universal Segle XX.

- Arrow of God (1964)
- Chike and the River (1966)
- Girls at War and Other Stories (1973)
- An Image of Africa: Racism in Conrad's Heart of Darkness' (1975)
- Anthills of the Savannah (1987)
- Home and Exile (2000)